# Eurovisiesongfestival 2019

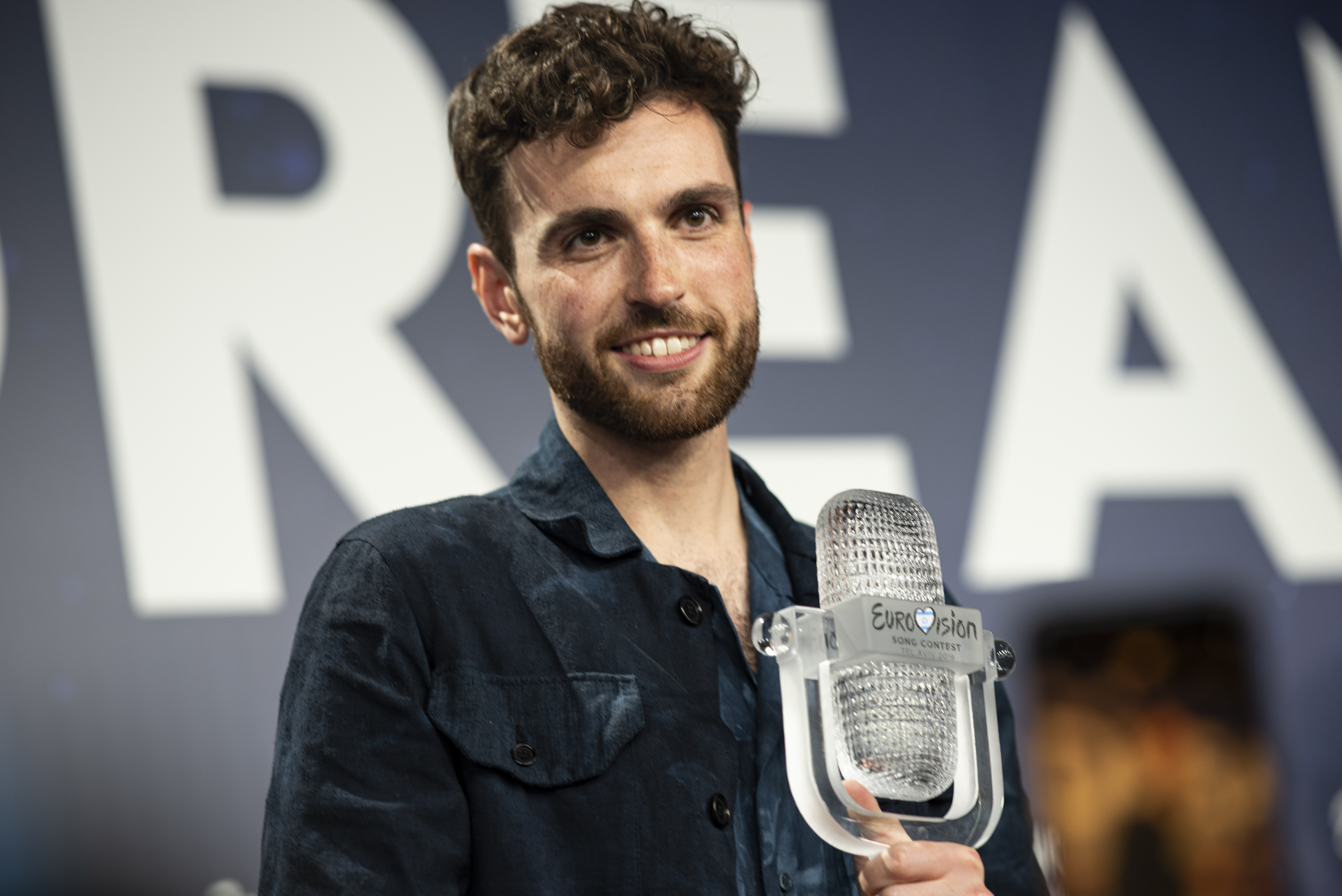
Winnaar Duncan Laurence

Het Eurovisiesongfestival 2019 was de 64ste editie van het Eurovisiesongfestival en werd gehouden op 14, 16 en 18 mei 2019. Israël was aangewezen als gastland, nadat dat land de overwinning binnenhaalde op het Eurovisiesongfestival 2018. Winnaar werd Duncan Laurence uit Nederland. Het was de vijfde Nederlandse songfestivalzege en de eerste sinds 1975.

## Formule
Naar jaarlijkse traditie werden in mei twee halve finales en één finale gehouden. Op dinsdag 14 mei en donderdag 16 mei waren de halve finales, waaruit telkens tien landen zich kwalificeerden voor de finale op zaterdag 18 mei. De Grote Vijf (de landen die de grootste financiële bijdrage leveren aan de organisatie van het Eurovisiesongfestival, zijnde Duitsland, Frankrijk, Italië, Spanje en het Verenigd Koninkrijk) en gastland Israël, plaatsten zich rechtstreeks voor de finale.
Deelnemers moesten op de dag van de finale minimaal zestien jaar oud zijn. Elk optreden mocht uit niet meer dan zes deelnemers bestaan. De liedjes mochten niet langer zijn dan drie minuten.
De stemmen waren afkomstig van een vakjury en publiek. Elk deelnemend land mocht een vakjury van vijf personen samenstellen. De vakjury stemde op 17 mei na afloop van de op die dag gehouden dress rehearsal. Deze generale repetitie was niet voor publiek toegankelijk en werd niet in het openbaar uitgezonden via tv, radio of internet, maar was wel toegankelijk voor de juryleden via een interne verbinding van Eurovisie. De vakjury's waren verplicht om hun stem te baseren op vier kernpunten: de vocale capaciteiten van de zanger(s), de act zelf, compositie en originaliteit van het te zingen lied en ten slotte op de algemene indruk van het optreden. Elke vakjury gaf punten aan tien landen. Het was de vakjury niet toegestaan te stemmen op het eigen land.
Alle inwoners uit de deelnemende landen mochten tijdens de tv-uitzending een stem uitbrengen via telefoon, sms of esc-app. Het was ze niet toegestaan te stemmen op een optreden van eigen land. De stemmen van de vakjury maakten 50% uit van het eindresultaat. De andere helft was afkomstig van de televoting.
In tegenstelling tot eerdere jaren werden de punten van de televoting bekendgemaakt in de volgorde van het aantal punten dat ze van de vakjury hebben gekregen en niet langer in de volgorde van het aantal punten afkomstig van de televoting.

## Gaststad
Het was voor de derde maal dat Israël het Eurovisiesongfestival organiseerde: eerder gebeurde dat in 1979 en 1999. Na de overwinning van Israël in 2018 verklaarden zowel winnares Netta Barzilai als de Israëlische premier Benjamin Netanyahu dat het festival in Jeruzalem plaats zou vinden. Dit werd niet officieel bevestigd door de Israëlische publieke omroep (Kan) en de European Broadcasting Union (EBU). Ook de Israëlische minister van Financiën, Moshe Kahlon, verklaarde in een interview dat het evenement in Jeruzalem zou worden gehouden, en schatte de kosten op 120 miljoen Israëlische sjekel (ongeveer 24 miljoen euro). De burgemeester van Jeruzalem, Nir Barkat, noemde de Pais Arena en het Teddystadion als mogelijke locaties om het evenement te organiseren. Internationaal werd kritiek geuit op Jeruzalem als gaststad, omdat de stad een grote rol speelt in het Israëlisch-Palestijns conflict. Daarnaast stelde de noordelijke havenstad Haifa zich ook kandidaat en wilde het evenement in het Sammy Oferstadion organiseren.
De gemeente Jeruzalem gaf vervolgens aan dat het festival niet plaats zou vinden in het International Convention Centre (ICC), waar het Eurovisiesongfestival 1999 plaatsvond, vanwege onvoldoende capaciteit.
Uiteindelijk stelden Jeruzalem, Tel Aviv en Eilat zich officieel kandidaat als gaststad. Nadat Eilat en Haifa afvielen vanwege het niet voldoen aan bepaalde criteria, zoals genoeg hotelkamers hebben en een dak boven de plaats van organisatie, maakte de EBU op 13 september 2018 bekend dat het Tel Aviv Convention Center aangewezen werd als locatie.

## Samenstelling halve finales
Op 26 januari werd de indeling in potten bekendgemaakt, als basis voor de loting voor de halve finales. Landen die gewoonlijk op elkaar stemmen, werden in dezelfde pot geplaatst. Uit elke pot gingen drie landen naar de eerste halve finale; de overige landen traden aan in de tweede halve finale. De loting vond op 28 januari plaats. De definitieve startvolgorde van de drie shows werd niet geloot, maar door de producent bepaald. Wel werd bepaald of een land in de eerste of tweede helft van de halve finale zou aantreden. Op speciaal verzoek van de Zwitserse omroep SRF trad Zwitserland in de tweede halve finale op.
| Pot 1                                                      | Pot 2                                               | Pot 3                                                     | Pot 4                                             | Pot 5                                                      | Pot 6                                                 |
| ---------------------------------------------------------- | --------------------------------------------------- | --------------------------------------------------------- | ------------------------------------------------- | ---------------------------------------------------------- | ----------------------------------------------------- |
| Albanië Kroatië Montenegro Noord-Macedonië Servië Slovenië | Denemarken Estland Finland IJsland Noorwegen Zweden | Armenië Azerbeidzjan Georgië Oekraïne Rusland Wit-Rusland | Australië Ierland Letland Litouwen Polen Portugal | België Hongarije Nederland Oostenrijk Tsjechië Zwitserland | Cyprus Griekenland Malta Moldavië Roemenië San Marino |

## Uitslagen

Deelnemende landen
Landen die zich niet kwalificeerden voor de finale
Landen die in het verleden deelgenomen hebben, maar in 2019 afwezig waren

### Finale
Nederland wist voor het eerst in 44 jaar de finale te winnen. Italië werd tweede en Sergey Lazarev deed voor de tweede keer mee en eindigde wederom op de derde plaats voor Rusland, net als in 2016. Het Verenigd Koninkrijk eindigde als laatste met slechts 11 punten. Duitsland kreeg nul punten bij de televoting.
Winnaar bij de vakjury werd Noord-Macedonië, gevolgd door Zweden en Nederland. Noorwegen won bij de televoting, met Nederland op de tweede plek en Italië op de derde. Israël kreeg nul punten bij de vakjury.
Noord-Macedonië en San Marino behaalden met respectievelijk een 7de en 19ste plek hun beste positie ooit.
Wit-Rusland maakte bij de halve finales de resultaten te vroeg bekend. Daarom werden de stemmen van de vakjury van Wit-Rusland bij de finale ongeldig verklaard en werden ze berekend volgens een systeem dat kijkt naar de uitslagen van vergelijkbaar stemgedrag van de andere landen. Bij die berekening is een fout gemaakt, waardoor het slechtst scorende land 12 punten kreeg, het op een na slechtst scorende land 10 punten enz. De landen die de punten hadden moeten krijgen, kregen allemaal 0 punten. Enkele dagen na de finale is de fout hersteld. Hierdoor kregen in totaal 20 landen in de totale einduitslag een andere rangschikking.
| Plaats | Land                | Taal                   | Artiest                   | Lied               | Televoting | Vakjury | Punten |
| ------ | ------------------- | ---------------------- | ------------------------- | ------------------ | ---------- | ------- | ------ |
| 1      | Nederland           | Engels                 | Duncan Laurence           | Arcade             | 261        | 237     | 498    |
| 2      | Italië              | Italiaans              | Mahmood                   | Soldi              | 253        | 219     | 472    |
| 3      | Rusland             | Engels                 | Sergej Lazarev            | Scream             | 244        | 126     | 370    |
| 4      | Zwitserland         | Engels                 | Luca Hänni                | She got me         | 212        | 152     | 364    |
| 5      | Zweden              | Engels                 | John Lundvik              | Too late for love  | 93         | 241     | 334    |
| 6      | Noorwegen           | Engels en Samisch      | KEiiNO                    | Spirit in the sky  | 291        | 40      | 331    |
| 7      | Noord-Macedonië     | Engels                 | Tamara Todevska           | Proud              | 58         | 247     | 305    |
| 8      | Azerbeidzjan        | Engels                 | Chingiz                   | Truth              | 100        | 202     | 302    |
| 9      | Australië           | Engels                 | Kate Miller-Heidke        | Zero gravity       | 131        | 153     | 284    |
| 10     | IJsland             | IJslands               | Hatari                    | Hatrið mun sigra   | 186        | 46      | 232    |
| 11     | Tsjechië            | Engels                 | Lake Malawi               | Friend of a friend | 7          | 150     | 157    |
| 12     | Denemarken          | Engels, Frans en Deens | Leonora                   | Love is forever    | 51         | 69      | 120    |
| 13     | Cyprus              | Engels                 | Tamta                     | Replay             | 32         | 77      | 109    |
| 14     | Malta               | Engels                 | Michela                   | Chameleon          | 20         | 87      | 107    |
| 15     | Slovenië            | Sloveens               | Zala Kralj & Gašper Šantl | Sebi               | 59         | 46      | 105    |
| 16     | Frankrijk           | Engels en Frans        | Bilal Hassani             | Roi                | 38         | 67      | 105    |
| 17     | Albanië             | Albanees               | Jonida Maliqi             | Ktheju tokës       | 47         | 43      | 90     |
| 18     | Servië              | Servisch               | Nevena Božović            | Kruna              | 54         | 35      | 89     |
| 19     | San Marino          | Engels                 | Serhat                    | Say na na na       | 65         | 12      | 77     |
| 20     | Estland             | Engels                 | Victor Crone              | Storm              | 48         | 28      | 76     |
| 21     | Griekenland         | Engels                 | Katerine Duska            | Better love        | 24         | 50      | 74     |
| 22     | Spanje              | Spaans                 | Miki                      | La venda           | 53         | 1       | 54     |
| 23     | Israël              | Engels                 | Kobi Marimi               | Home               | 35         | 0       | 35     |
| 24     | Wit-Rusland         | Engels                 | ZENA                      | Like it            | 13         | 18      | 31     |
| 25     | Duitsland           | Engels                 | S!sters                   | Sister             | 0          | 24      | 24     |
| 26     | Verenigd Koninkrijk | Engels                 | Michael Rice              | Bigger than us     | 3          | 8       | 11     |

### Eerste halve finale
- Frankrijk, Israël en Spanje stemden in deze halve finale mee. IJsland wist zich de afgelopen vier edities niet voor de finale te kwalificeren, maar kon dit jaar weer een plek bemachtigen. Zanger Serhat wist zich namens San Marino te plaatsen voor de finale. Dit lukte het land voorheen slechts een enkele keer. Hongarije slaagde er voor de eerste keer sinds 2011 niet in om de finale te bereiken.

| Plaats | Land        | Taal            | Artiest                       | Lied                    | Vakjury | televoting | Punten |
| ------ | ----------- | --------------- | ----------------------------- | ----------------------- | ------- | ---------- | ------ |
| 1      | Australië   | Engels          | Kate Miller-Heidke            | Zero gravity            | 121     | 140        | 261    |
| 2      | Tsjechië    | Engels          | Lake Malawi                   | Friend of a friend      | 157     | 85         | 242    |
| 3      | IJsland     | IJslands        | Hatari                        | Hatrið mun sigra        | 70      | 151        | 221    |
| 4      | Estland     | Engels          | Victor Crone                  | Storm                   | 65      | 133        | 198    |
| 5      | Griekenland | Engels          | Katerine Duska                | Better love             | 131     | 54         | 185    |
| 6      | Slovenië    | Sloveens        | Zala Kralj & Gašper Šantl     | Sebi                    | 74      | 93         | 167    |
| 7      | Servië      | Servisch        | Nevena Božović                | Kruna                   | 91      | 65         | 156    |
| 8      | San Marino  | Engels          | Serhat                        | Say na na na            | 26      | 124        | 150    |
| 9      | Cyprus      | Engels          | Tamta                         | Replay                  | 95      | 54         | 149    |
| 10     | Wit-Rusland | Engels          | ZENA                          | Like it                 | 78      | 44         | 122    |
| 11     | Polen       | Engels en Pools | Tulia                         | Fire of love (pali się) | 60      | 60         | 120    |
| 12     | Hongarije   | Hongaars        | Joci Pápai                    | Az én apám              | 65      | 32         | 97     |
| 13     | België      | Engels          | Eliot                         | Wake up                 | 50      | 20         | 70     |
| 14     | Georgië     | Georgisch       | Oto Nemsadze                  | Keep on going           | 29      | 33         | 62     |
| 15     | Portugal    | Portugees       | Conan Osíris                  | Telemóveis              | 8       | 43         | 51     |
| 16     | Montenegro  | Engels          | D mol                         | Heaven                  | 31      | 15         | 46     |
| 17     | Finland     | Engels          | Darude feat. Sebastian Rejman | Look away               | 9       | 14         | 23     |

### Tweede halve finale
- Duitsland, Italië en het Verenigd Koninkrijk stemden in deze halve finale mee.

| Plaats | Land            | Taal                   | Artiest          | Lied               | Jury | Publiek | Totaal |
| ------ | --------------- | ---------------------- | ---------------- | ------------------ | ---- | ------- | ------ |
| 1      | Nederland       | Engels                 | Duncan Laurence  | Arcade             | 140  | 140     | 280    |
| 2      | Noord-Macedonië | Engels                 | Tamara Todevska  | Proud              | 155  | 84      | 239    |
| 3      | Zweden          | Engels                 | John Lundvik     | Too late for love  | 150  | 88      | 238    |
| 4      | Zwitserland     | Engels                 | Luca Hänni       | She got me         | 95   | 137     | 232    |
| 5      | Azerbeidzjan    | Engels                 | Chingiz          | Truth              | 103  | 121     | 224    |
| 6      | Rusland         | Engels                 | Sergej Lazarev   | Scream             | 93   | 124     | 217    |
| 7      | Noorwegen       | Engels en Samisch      | KEiiNO           | Spirit in the sky  | 40   | 170     | 210    |
| 8      | Malta           | Engels                 | Michela          | Chameleon          | 107  | 50      | 157    |
| 9      | Albanië         | Albanees               | Jonida Maliqi    | Ktheju tokës       | 38   | 58      | 96     |
| 10     | Denemarken      | Engels, Frans en Deens | Leonora          | Love is forever    | 53   | 41      | 94     |
| 11     | Litouwen        | Engels                 | Jurijus Veklenko | Run with the lions | 16   | 77      | 93     |
| 12     | Moldavië        | Engels                 | Anna Odobescu    | Stay               | 58   | 27      | 85     |
| 13     | Roemenië        | Engels                 | Ester Peony      | On a Sunday        | 47   | 24      | 71     |
| 14     | Kroatië         | Engels en Kroatisch    | Roko             | The dream          | 26   | 38      | 64     |
| 15     | Letland         | Engels                 | Carousel         | That night         | 37   | 13      | 50     |
| 16     | Armenië         | Engels                 | Srbuk            | Walking out        | 26   | 23      | 49     |
| 17     | Oostenrijk      | Engels                 | PÆNDA            | Limits             | 21   | 0       | 21     |
| 18     | Ierland         | Engels                 | Sarah McTernan   | 22                 | 13   | 3       | 16     |

## Wijzigingen

### Terugtrekkende landen
- Bulgarije: de Bulgaarse omroep BNT trok zich na drie succesvolle jaren terug vanwege financiële redenen. Ook in 2014 was dit de oorzaak voor de Bulgaarse terugtrekking.[17]
- Oekraïne: op 27 februari 2019 besloot de Oekraïense omroep UA:PBC zich terug te trekken. Reden was de controverse die na de eigen nationale finale ontstaan was. In voorgaande jaren was de winnaar van de nationale finale de afgevaardigde van het land. Toen halverwege de show bleek dat zangeres Maruv, die ook een zangcarrière en de daarbij behorende roem in Rusland geniet, op koers lag om te winnen, werd er aangekondigd dat de winnaar binnen 24 uur een contract moest tekenen. Toen Maruv daadwerkelijk won werd haar een contract gepresenteerd waarin onder meer stond dat zij haar aankomende concerten in Rusland moest afzeggen. Nadat Maruv weigerde dit contract te tekenen werd de nummers twee en drie, respectievelijk Freedom Jazz en KAZKA, hetzelfde aanbod gedaan. Nadat ook zij bedankten, uit solidariteit met Maruv, besloot de Oekraïense omroep niet mee te doen.

## Terugkerende artiesten
| Land            | Artiest         | Plaats | Eerdere deelname              | Plaats toen |
| --------------- | --------------- | ------ | ----------------------------- | ----------- |
| Hongarije       | Joci Pápai      | 12 HF  | Hongarije 2017                | 8           |
| Noord-Macedonië | Tamara Todevska | 7      | Macedonië 2008                | 10 HF       |
| Rusland         | Sergej Lazarev  | 3      | Rusland 2016                  | 3           |
| San Marino      | Serhat          | 19     | San Marino 2016               | 12 HF       |
| Servië          | Nevena Božović  | 18     | Servië 2013 (deel van Moje 3) | 11 HF       |